# 青のフラッグ
『青のフラッグ』（あおのフラッグ）は、KAITOによる日本の漫画。ウェブコミック配信サイト『少年ジャンプ+』（集英社）にて、2017年2月1日から2020年4月8日まで連載された。更新は隔週水曜日→第3水曜日。

## 登場人物
一ノ瀬 太一（いちのせ たいち）
青浜高校3年生普通科A組。初登場時の身長は１５５センチ。人付き合いがそれほど得意でなく鈍臭い面もあり高校での友達は少ない。余根木、村雨、奥田たちと仲が良い。
三田桃真とは小学校からの幼馴染であるが、人気者の桃真への劣等感から徐々に疎遠になっていた。だが桃真に好意を寄せる空勢二葉に協力する中で再び桃真との距離を縮めていく。誕生日は8月30日。
空勢 二葉（くぜ ふたば）
青浜高校3年生普通科A組。初登場時の身長初登場時１５４センチ。園芸部に入っており将来的にも花に関する仕事を志望しているが、一生懸命に世話をしてもなぜか植物を枯らしてしまうことが多々ある。
自分に自信を持てない中で桃真に励まされたことから彼に憧れの気持ちを持つ。内省的な性格であるが、そんな自分を変えようと桃真の幼馴染である太一に協力を頼み彼女なりに積極的に桃真と交流を深めていく。
三田 桃真（みた とうま）
青浜高校3年生普通科A組。初登場時の身長は１８９センチ。野球部のキャプテンでもあり、運動神経抜群でユーモアもあることから学年全体の人気者。太一を含む友人からは「トーマ」と呼ばれることが多い。
小学校6年生の時に両親を事故で亡くしており兄夫婦との3人家族。
伊達 真澄（いたち ますみ）
青浜高校3年生普通科D組。陸上部所属。二葉の1番の親友であり、二葉を通じて太一や桃真とも仲良くなっていく。二葉に恋愛対象としての好意を寄せている様子。
八木原 舞美（やぎはら まみ） / マミ
青浜高校3年生普通科D組。桃真に好意を寄せる少女。同性間での評判は悪い。桃真以外の異性には荒っぽい言動を見せていたが、2学期に入り太一に親しげな様子を見せ始める。
三田 誠也（みた せいや）
三田桃真の兄。
三田 明希子（みた あきこ）
誠也の妻。

## その他
作者の過去の連載作品である『クロス・マネジ』、『バディストライク』と同じ世界観であり、太一達はバディストライクの主人公達と同学年でもある。
- 第3回次にくるマンガ大賞Webマンガ部門にノミネートされ[1]、3位を獲得した[2]。
- すべてアナログで描かれている[3][4]。

## 書誌情報
- KAITO『青のフラッグ』集英社〈ジャンプ・コミックス+〉、全8巻
  1. 2017年4月4日発売[5]、ISBN 978-4-08-881045-4
  2. 2017年8月4日発売[6]、ISBN 978-4-08-881145-1
  3. 2017年12月4日発売[7]、ISBN 978-4-08-881308-0
  4. 2018年5月2日発売[8]、ISBN 978-4-08-881485-8
  5. 2018年9月4日発売[9]、ISBN 978-4-08-881580-0
  6. 2019年4月4日発売[10]、ISBN 978-4-08-881769-9
  7. 2019年12月4日発売[11]、ISBN 978-4-08-882163-4
  8. 2020年6月4日発売[12]、ISBN 978-4-08-882365-2